# De diversis quaestionibus ad Simplicianum
De diversis quaestionibus ad Simplicianum libri duo, o  Diverse domande a Simpliciano, è uno scritto minore di Agostino d'Ippona del 397, dove egli in due libri rielabora il suo pensiero alla luce della II quaestio sull'Epistola ai romani 9,10-29 posta ad Agostino da San Simpliciano, successore di Sant'Ambrogio come vescovo di Milano ed egli stesso intellettuale vicino alle speculazioni platoniche.

## Libertà e grazia
Nelle Retractationes Agostino scrive «mi arrovellai per difendere il libero arbitrio della volontà umana, ma vinse la grazia di Dio» . Il precedente sistema della grazia elaborato da Agostino, era caratterizzato dal tipico sinergismo della tradizione cattolica tra libertà e grazia. La volontà umana è stata irrimediabilmente corrotta dal peccato originale, che ha inficiato per sempre la nostra libertà. Quest'ultima consiste nella capacità, oramai andata perduta, di dare realizzazione ai nostri propositi, e va distinta perciò dal libero arbitrio, che è invece la facoltà razionale di scegliere, in linea teorica, tra il bene e il male. Solo Dio con la sua grazia può redimere l'uomo, non solo illuminando i suoi eletti su cosa è bene, ma anche infondendo loro la volontà effettiva di perseguirlo, volontà che altrimenti sarebbe facile preda dell'incostanza e delle tentazioni malvagie. Solo in questo modo l'uomo potrà ritrovare la sua libertà.
In quest'opera il rapporto tra libertà e grazia è completato da una nuova concezione teologica che concepisce la grazia come gratia gratis data, data all'uomo gratis, incondizionatamente. Agostino così riporta il problema di chi e perché Dio scelga, per salvarlo con la sua grazia, all'originale teologia della giustificazione di Paolo di Tarso.

## Chi sceglie Dio?
L'uomo è giustificato, cioè si salva, per fede; ma la fede è un dono di grazia quindi di misericordia, quindi è caritas, cioè dono concesso per amore: «Non dipende da chi vuole, né da chi corre, ma da Dio che usa misericordia». Agostino infatti si chiede chi elegge [sceglie] Dio?, ma se si pensa che Dio scelga e conceda la grazia all'uomo virtuoso, d'ingegno, casto, «ita me ridebit» ossia Dio riderà di me, perché Egli sceglie i deboli per confondere i forti, così Agostino vede come oggetti della scelta di Dio intorno a sé non i casti e gli uomini d'ingegno ma «histriones et meretrices», pagliacci e puttane .

## L'amor sui
Questa prospettiva, fedele all'esperienza di conversione di Saulo-assassino-peccatore in Paolo-apostolo-redento, introduce il problema della predestinazione e produce una serie di questioni:  
- la virtù se non è illuminata dalla grazia è condannata ad essere perversa imitazione della perfezione divina; l'uomo senza la grazia sceglie l'«amor sui» (sceglie come Adamo l'autonomia, la libertà senza Dio) negazione dell'«amor Dei». La libertà, la volontà senza grazia può solo compiere il male. I bambini nascono peccatori perché generati dalla concupiscenza consustanziale all'atto sessuale che, dopo la caduta di Adamo, è irrimediabilmente insano.
- Senza grazia redentrice, quindi, l'umanità intera è e sarà «massa damnationis», ineluttabilmente vinta dalla sua «libido dominandi» (brama di potere). *Tutte le civiltà fondate dall'uomo, sono fondate sulla negazione di Dio, cioè sull'«amor sui» perfettamente rappresentato dal fratricidio di Caino, e da quello di Romolo.
- Ma anche quando il Cristianesimo trionfa, la «civitas Dei peregrina in hoc saeculo est», la città di Dio, la patria degli eletti è pellegrina finché vive in questo mondo, e vive nel lutto per il sacrificio di Cristo fino all'avvento del Regno, unica patria vincente in cui regnerà pace per l'eternità. Infatti la città di Dio «in hoc saeculo» è «perplexa et permixta», inseparabile e confusa con la «civitas diaboli»: ciò vuol dire che il detto «molti i chiamati pochi gli eletti» vale anche per la Chiesa universale, vincente di questo mondo.

## La giustificazione nella natura
Durante la controversia pelagiana Agostino accusa coloro che cercano «giustificazione nella natura»; in verità essi sono «decaduti dalla grazia». La morte di Dio in Cristo, pertanto, rivela la morte della natura («natura moriens»; la natura ha quindi «bisogno di una sincera confessione e non di una falsa difesa». Gesù stesso ha due nature, umana e divina, e la prima è stata predestinata ad accogliere il Verbo senza che avesse alcun merito, cioè solo per grazia incondizionata, indebita e irresistibile. La grazia di Dio che investe la natura fa sì che l'umanità eletta sia in un certo senso divina, non-più-umana, quella non eletta è reietta, cioè preserva la sua umanità quindi è abbandonata da Dio.
Certo si ripropone la questione della teodicea: perché tentare l'umanità, preconosciuta come peccatrice, per poi predestinare alla salvezza soltanto una parte? Fedele al dettato di Paolo, il teologo risponde, infatti «...se ci turba che nessuno resiste alla sua volontà, perché aiuta chi vuole e abbandona chi vuole, nonostante sia l'abbandonato che l'aiutato appartengano alla stessa massa di peccatori...se tutto ciò ci turba, "O uomo chi sei tu per disputare con Dio? (Romani 9,20)».
Nella quaestio 18, intitolata De Trinitate, sant'Agostino afferma che ogni ente ha una triplice causa: una causa per la quale è sé stesso in un determinato modo (est quoquo modo), una seconda causa per la quale non è, e si muove differentemente (distat) da, l'altro-da-sé, e infine una terza causa per la quale le sue singole parti tendono a conformarsi all'essenza dell'ente medesimo (sibimet congruit). Essa è una delle triadi impiegate da sant'Agostino per costruire un'ontologia trinitaria che rifletta la sua teologia trinitaria, mostrando la natura causale - triplice ed una - dell'ente, e dell'uomo in particolare (penso, intendo, voglio), i quali sono stati creati a immagine e somiglianza della Trinità di Dio.